# Rurunguru
Rurunguru är ett vattendrag i Burundi.   Det ligger i provinsen Cibitoke, i den nordvästra delen av landet, 50 kilometer norr om huvudstaden Bujumbura.
Omgivningarna runt Rurunguru är en mosaik av jordbruksmark och naturlig växtlighet. Runt Rurunguru är det tätbefolkat, med 276 invånare per kvadratkilometer.